# Spoorlijn 289
Spoorlijn 289 is een Belgische industrielijn die bij het gehucht Huombois (Etalle) aftakt van spoorlijn 155 en naar de bottelarij van Nestlé Waters op het industrieterrein van Gantaufet in Etalle loopt. De spoorlijn is 4,5 km lang.
De spoorlijn werd in 1997 in gebruik genomen en is niet geëlektrificeerd. De maximumsnelheid bedraagt 40 km/u. De lijn werd gebouwd volgens de modernste technische normen (gelaste rails, dicht bij elkaar geplaatste dwarsliggers, zware ballastbedding) zodat ze in functie van het beperkte gebruik slechts weinig onderhoud vereist. De totale bouwkost van de lijn bedroeg 101,6 miljoen BEF inclusief ontwerpkosten en aansluiting op het industrieterrein. De NMBS nam zelf slechts 17 miljoen voor haar rekening, het saldo werd bijgedragen door het Waals Gewest. Het was meteen de eerste keer dat een regionale overheid participeerde in infrastructuurwerken van de NMBS.

## Historiek
Tussen 1997 en oktober 2007, verzond de bottelarij elke dag een trein van 6 of 12 wagons goed voor ongeveer de helft van de productie, richting Frankrijk voornamelijk via Stockem. Ingevolge een wijziging van het beleid van de SNCF werd deze trafiek gestopt vanaf oktober 2007 en overgeschakeld op wegvervoer.
In gevolge de plots gestegen olieprijzen werd vanaf mei 2008 elke week terug een trein van 24 wagons verscheept. Deze nieuwe trein zou het slechts een paar maanden volhouden.
In 2021 werden bij herstellingswerken aan de N87 de rails bij de spoorwegovergang over deze weg verwijderd.

## Aansluitingen
In de volgende plaats is er een aansluiting op de volgende spoorlijn:
Y Saint-Lambert
Spoorlijn 155 tussen Marbehan en Lamorteau